# Revet ud af tilværelsen
|  | Denne artikel er oprettet af botten PalnaBot ud fra en ekstern database. Den kan derfor have sproglige fejl eller mangler. Denne skabelon kan fjernes efter kontrol af indholdet. |

Revet ud af tilværelsen er en film instrueret af Frances Harvalik.

## Handling
Filmen fortæller om hverdagen på plejehjemmet MARSKGÅRDEN og er samtidig en selvbiografisk skildring af, hvordan beboerne oplever det at være handicappet. Gruppen har selv tilrettelagt og optaget filmen. Som alle andre mennesker ønsker de at udtrykke sig selv - at være værdifulde i samfundet. Et indblik i de handicappedes fremtid.